# Charles Frederick Arden-Close
Sir Charles Frederick Arden-Close (ur. 1865, zm. 1952) – angielski geograf, topograf i geodeta. Przewodniczył Międzynarodowej Unii Geograficznej (1934–1938) i Królewskiemu Towarzystwu Geograficznemu (1927–1930). W 1909 roku zainicjował opracowanie międzynarodowej mapy świata.